# حريضة (حضرموت)

تعديل مصدري - تعديل

حريضة هي إحدى مدن الجمهورية اليمنية. تتبع جغرافيا لمحافظة حضرموت وإداريًا لمديرية حريضة. يبلغ تعداد سكانها 3681 نسمة حسب الإحصاء الذي أجري عام 2004. وهي من أهم مدن وادي عمد في حضرموت.